# Sedlice (Vysočina)
Sedlice é uma comuna checa localizada na região de Vysočina, distrito de Pelhřimov.